# Афинский договор
Афинский договор между Османской империей и королевством Греция, подписанный 14 ноября 1913 года, официально завершил военные действия между ними после двух Балканских войн. Османская империя уступила королевству Греция Македонию, в том числе крупный город Салоники, большую часть Эпира, и многие Эгейские острова.

## Предыстория
В Первой Балканской войне 1912—1913 гг. Балканский союз — коалиция Третьго Болгарского царства, королевства Сербия, королевства Греция и королевства Черногория — нанёс поражение Османской империи. Османы потеряли почти все свои европейские владения, которые уменьшились до небольшой территории вокруг Мраморного моря по Лондонскому мирному договору 1913 года. Османы, однако, смогли вернуть Восточную Фракию во время Второй Балканской войны, когда Болгарское царство напало на своих бывших союзников и потерпело поражение от Греции и Сербии, и вступивших в войну на последнем  этапе Румынии, а затем Османской империи.
Во время Первой Балканской войны, сражаясь с османами, королевство Греция заняло большую часть Эпира, юг бывшей Османской Македонии с большим портовым городом Салоники и большинство островов Эгейского моря (за исключением оккупированных Итальянским королевством островов Додеканес). Во Второй Балканской войне королевство Греция расширило свою территорию в Македонии за счет Болгарского царства. Поскольку Западная Фракия оставалась под контролем Болгарского царства (она была передана Греции по Нёйискому договору 1919 года), королевство Греция не имело сухопутных границ с Османской империей. Однако греко-турецкая напряженность оставалась высокой, поскольку османское правительство отказалось признать контроль Греции над Северными Эгейскими островами.

## Условия договора
Условия договора были следующими:
1. Османская империя признала греческие завоевания Салоник, Янины и прилегающих территорий.
2. Османская империя признала суверенитет Греции на острове Крит, на котором после 1897 года было создано Критское государство под протекторатом Османской империи.
3. Права меньшинств были предоставлены туркам, живущим на недавно завоеванной греческой территории.

Самым важным вопросом, который оставался нерешенным, была судьба Северных Эгейских островов (Лесбос, Хиос, Лемнос, Имврос и Тенедос, которые были отвоёваны греческим флотом во время войны. Этот вопрос был оставлен на усмотрение великих держав, которые в феврале 1914 года передали королевству Греция Северные Эгейские острова, за исключением Имвроса и Тенедоса. Поскольку Османская империя не отказалась от своих требований, разразился кризис, который привел к военно-морской гонке в 1913—1914 гг., и были предприняты приготовления к возобновлению конфликта с обеих сторон. Ситуация была разрешена только с началом Первой мировой войны.

## Последствия
После поражения Османской империи в Первой мировой войне королевство Греция на какое-то время получило Восточную Фракию до линии Чаталджа, а также острова Гёкчеада (Имврос) и Бозджаада (Тенедос) и зону в Малой Азии вокруг Измира (Севрский мирный договор 1920 года), но было вынуждено уступить их Турции по Лозаннскому мирному договору 1923 года.